# Centum City
Centum City（韓語：센텀시티，亦翻為百城區或赛腾城）是位於韓國釜山海雲台區的一個大型複合式都市開發計畫區，這裡也座落著全世界最大的百貨公司。該地原先為日軍的軍用機場，後來成為韓戰時美軍的軍用東釜山基地（水營機場）。水營機場在1950年代末期移轉給大韓空軍使用，後來韓國將機場遷移至現今的金海國際機場，該地於是失去功用，最終在1990年代開始建設為Centum City。